# 雷霆 (最终幻想)
雷霆是史克威尔艾尼克斯发行的遊戲系列《最终幻想》的虚构角色。雷霆以玩家角色身份，首次登场于电子角色扮演游戏《最终幻想XIII》。《最终幻想XIII》包括地面世界“大脉冲”，以及浮在空中的巨大球體人工世界“茧”，两个世界互相敌对，且由各自的低等神祇“法尔希”统治。雷霆和妹妹莎拉是茧的居民。在妹妹被脉冲的法尔希化为僕役“露希”，变成茧的敌人后，雷光展开拯救莎拉的行动。在續作《最终幻想XIII-2》中，雷光以配角身份登場，守护死亡女神艾特罗；在最后的《雷霆归来 最终幻想XIII》中，雷霆作为唯一玩家角色，拯救將在13天后终结的世界。雷光也在其它最终幻想游戏中登场，其中如跨界游戏《最终幻想 纷争012》。
雷霆的创作人是《XIII》的总监兼编剧鸟山求，设计者是系列主要角色设计师野村哲也。他们希望创作比以往最终幻想女主角更善战斗，同时女性气氛更弱的强健女主角。雷霆的早期设定和个性或修改，或转移给其他角色。设计师通过修改雷霆在之后游戏（特别是《雷霆归来》）中的设计，来反应她的個性变化与发展。雷光本名埃克莱尔·法隆，最初仅为保密原本名而设；因日版名在英语中有甜饼含义，故英文版名称有所修改。
雷霆所获得评论褒贬不一，大多與其冷酷的个性有关；評論也常把雷霆與《最终幻想VII》主人公克劳德·史特莱夫作对比。雷霆在《XIII-2》戏份较少招致批评。而在《雷霆归来》中，她的表现评价两极——批评声指称其角色发展不足，也不讨人喜欢；另一些声音主张她的发展良好，较前作更富人性。雷霆多次入选不同游戏媒体的最佳角色榜单，其中不乏电子游戏史最佳角色排行榜。在《Fami通》和史克威尔艾尼克斯等组织的投票中，雷霆亦获得正面评价。

## 角色設計

### 外表

雷光(《最终幻想XIII》)

雷霆由角色设计师野村哲也设计，野村是最终幻想系列的常任角色设计师之一，曾担任《最终幻想VIII》和《最终幻想X》的角色设计。野村表示，虽然鸟山称野村的首张雷霆草稿“非常冷静坚强，完全无需重绘”，但他和几名职员考虑过多种设计。野村利用《最终幻想XIII》未来平台的画面优势，设计出比以往更加细致——如精细的披肩和面部特征——的角色。他在这方面付出了远多的精力。野村回顾早期设计时称，她本是严肃、不原谅人的“冷酷角色”，但担心此举会失去共鸣玩家，故未让雷霆过于男性化。在早期角色设计中，雷霆为金发或银发，面部为亚洲特征。最终原画弱化了初稿的亚洲特征，将头发易为粉色，而霍普·埃斯特海姆采用了银发。雷霆最终的发色和发型是为了反映其女性特征，并对其健壮的身体作出平衡。渡邊大祐在为编剧《XIII》时，相当着重充实雷霆和冰雪·维里耶非浪漫的关系，以及她保护霍普时的角色发展。
雷霆的本名為「艾克蕾兒·法隆（Éclair Farron）」，英文版名为「Claire Farron」。在先期制作阶段，雷霆的本名是「Averia」；「艾克蕾兒」起初用来为Averia保密，但最终定为其正式名。因「Eclair」在英文可指代某种点心，英文名改为「Claire」。野村希望打破最终幻想主人公以天气事件命名的惯例，并对其他开发成员的选择表示惊讶。官方将“Lightning”的中文名译作“雷光”，而非民间使用的“雷霆”；团队认为她的名字应当“充满光明”，而且雷霆“不是很好听”。因容量问题，《最终幻想XIII》制作期间放弃了部分雷霆房间的模型。雷霆在《XIII》中使用武器为怒火剑，其设计影射游戏中，召唤兽能在动物、人与交通工具间变形的能力。雷霆的召唤兽是奥丁，奥丁是系列常见的幻兽；本作中奥丁的形象是雷霆如骑士般骑在马背上。编剧将他描为雷霆长者的形象。在XIII系列后来的作品中，奥丁更成为雷霆倾诉内心深处的伙伴。
全球对《XIII》续作的强烈呼声，加之开发者深化雷霆性格的渴望，《XIII-2》应运而生。游戏着手雷霆在《XIII》故事之后是否幸福的问题。鸟山甚至在续作制作前，就打算创作角色获得真正幸福的结局。上国料勇设计《最终幻想XIII-2》中雷霆的服装，他以野村的雷霆相貌草图为基础创作。上国料多次重绘服装——并考虑过旗袍和科幻系设计——皆因不和游戏氛围而放弃。最终设计借鉴了北欧女神中瓦尔基里。这套服装反映了雷霆周围的环境——服装用羽毛图案，映射雷霆光明、细腻的一面，反映了她变强的力量。雷霆在情节中超越了人类的限制，故难以普通人来描绘她。
野村设计《雷霆归来 最终幻想XIII》中的雷霆服装「矛盾心理」。鸟山要求野村以「力量」为主旨，同时创作能体现最终战斗的内容。最终服装类似皮紧身衣；袖子以红袖套白銀鍊甲两色为主，鍊甲类似脊柱结构。野村后来称，他在创作雷霆最终外观时，感到和自己「产生强烈呼应」。上国料勇表示，野村的这款是他最喜欢的雷霆服装。本作中其它雷霆服装由上国料、板鼻利幸和松田俊孝设计，之中许多服装的灵感来自系列另一主要游戏设计师天野喜孝。开发者除设计新服装外，还彻底重建游戏模型。开发者为强化雷霆的女性风貌，将她的胸部加大，并特意设计了几套服装。鸟山希望在游戏收尾时，雷霆于日常生活中着普通服装。团队认为游戏以雷霆和伙伴会面或谈话结束，但鸟山主张故事以她独处来开场并收尾。他称，《雷霆归来》中担当唯一角色的雷霆，是《最终幻想系列》的「首名女主人公」。

### 个性
鸟山求不像以往最终幻想作品那样，让人格特征去适应故事，而是在《XIII》故事定稿前构思好雷霆的基本个性。雷霆举止冷漠，设计者有意让她同直率的斯诺发生有趣冲突。野村称雷霆“性格中有迷般的强烈要素”。起初设计的雷霆有轻浮的一面，但在奥尔芭·云·芳由男性改为女性后，这一点转移到云·芳的身上。开发者在《雷霆归来》中，尝试改变她前作中的不变个性，故以不同角度描绘雷霆。他们的最终目标之一是，让角色雷霆失去大部分灵魂，从而非常脆弱。设计师阿部雄仁表示，雷霆因迷失与新弱点，开始对周围感到悲观、感到有些麻木，就“像是木偶，像是未真正拥有真实自我的人”。这种效果展现了“她的那种脆弱，并在此之后开始改变”。这一充分展示雷霆个性的方式由北濑佳范首先提出，他担心雷霆之前游戏中的冷漠会让玩家难以亲近。
日版雷霆由坂本真绫配音，美版由阿里·希利斯配音。坂本对雷霆的「冷漠」和「强健」留下深刻印象。制作方要求坂本体现雷霆的强健与内心的弱点。她曾在最终幻想VII补完计划中配音爱丽丝·盖恩斯巴勒这种温柔的角色，故起先对配音雷霆感到局促。在把握雷霆女性与受训专业战士之平衡的难点上，北濑表示坂本的演出体现了雷霆的女性。希里斯在为几个角色试音后，收到为配音雷霆的任务；希里斯之后拿到介绍《最终幻想XIII》世界观的书，她表示阅读时有点「难以抗拒」。希里斯表示一大挑战是，在角色的英版译文中，重现坂本日版配音的感情与活力。她尽力协助《XIII》游戏员工将雷霆描绘成真人：「我想我最首要的考虑是，确保雷霆在每个层面都是人；她不只是游戏角色，而是在所有层面里，往事中，同每个游戏角色、乃至陆行鸟之关系上，都是真人！」希里斯认为雷霆在《XIII三部曲》中「多少有些苛刻，多少对周围的一切都冷酷，并（逐渐发展）为真正的战士」。

### 身世和經歷
父親在雷光還小時候時就逝世了。雷光的印象中父親是個「臉上一直掛著開朗的笑容，但是個稍微靠不住的人；個性樂觀又是個好好先生，雖然是個有行動力的人，不過絕對不是腳踏實地的類型。」當然，這是在雷光長大之後才了解到的；因為小時候雷光非常喜歡那樣的父親，不過，雷光也想過要是父親稍微活久一點的話，自己應該會對父親的樂觀個性採批判的態度。
母親在6年前（也就是雷光15歲時）病逝；這也讓雷光只剩妹妹莎拉這唯一的親人，所以讓雷光迫切的想要成為大人來保護莎拉，於是決定捨去雙親所給的名字，從此自稱「雷光」。

## 登场

### 最终幻想XIII系列
在星球「大脉冲」的上空浮着的人工世界「茧」，雷霆和妹妹莎拉乃繭之居民。「法尔希」是一种地位低下的神，他们或控制大脉冲，或為茧內居民提供科技和食糧。茧由机构「圣府」统治，大脉冲由脉冲的法尔希统治，雙方互相敌对。在《XIII》前传小说《最终幻想XIII 第0章 约定》的介绍中，雷霆和莎拉自幼喪失雙親，雷霆决意保护妹妹而取名「雷霆」，但她最后忽视了莎拉，并對莎拉與其男友冰雪的浪漫关系，以及斯诺与其团队诺拉的反政府活动不予支持。原隸屬於聖府軍中警備軍裡波達姆治安聯隊的軍人，軍階為中士。任職聖府士兵的雷霆发现，塞拉被脉冲的法尔希烙上「烙印」而成為「路希（I'Cie)」－被魔法力量诅咒而需要在一定時間內完成特定任务的法尔希僕從－起初却以为这是莎拉和斯诺结婚的借口，待明白真相時为时已晚。雷霆为救出莎拉，辞去职务并自愿接受聖府的聖府軍流放行動－把與繭內法爾希·靈魂（Fal'Cie Anima）有接触的居民強制流放到下界（大脈衝）的行動。
在《最终幻想XIII》中，雷霆和流放行动中三名幸存者－霍普·埃斯特海姆、薩茲·卡茲羅伊、約爾芭·黛亞·班尼拉－到達法爾希·靈魂（Fal'Cie Anima）面前，發現莎拉化为水晶。雷霆等人和法爾希·靈魂战斗；在茧的军队PSICOM消灭法爾希·靈魂时，眾人被法爾希·靈魂烙上烙印而成為「路希（I'Cie)」。雷霆对斯诺救出莎拉的决心表示怀疑，离开了斯诺和莎拉，二人被約爾芭·瑜·牙和茧的独立军事力量骑兵队抓获。其後雷霆和欲向斯诺報喪母之仇的霍普一起行动，期间不经意召唤出奥丁，亦在保护与培养霍普时，无意中支持了他刺杀斯诺的复仇行动。游戏贯穿描绘了雷霆对待自己路希身份的斗争、对变成茧之敌人的忿怒，以及对怀疑莎拉所言的内疚。雷霆克服以上问题后，认同了斯诺和莎拉的關係，以及他解救莎拉的誓言。在杀死圣府法爾希·孤源（Fal'Cie Orphan），拯救了茧后，雷霆等人回归正常生活，惟班尼拉和牙为阻止茧坠落大脉冲，化为水晶柱支撑了茧。
在情节紧接《XIII》的短篇小说《最终幻想XIII 第I章》中，雷霆对她的战斗是否结束感到不安。她在对斯诺和莎拉的婚礼表示祝福后，前去拯救云·芳和香草。最终雷霆发现自己陷入黑暗的虚空，但她决定继续前进。
在《最终幻想XIII-2》中，所有人都认为雷霆和班尼拉与瑜·牙为拯救茧而亡，唯有莎拉认为她还活着。实际上，死亡女神「法爾希·艾特羅 (エトロ， Fal'Cie．Etro)」解除了雷霆等人露希烙印，致使雷霆吸入了她的宫殿英烈祠，同时茧坠落后发生的时间扭曲，消除了人们对雷霆的记忆。雷霆为回报垂死的艾特罗，选择留英灵殿和憎恨艾特罗的不死之男——凱厄斯·巴拉德（カイアス・バラッド，CAIUS BALLAD）战斗。雷霆最终请求諾艾爾·克萊斯 (ノエル・クライス ∕ Noel Kreiss)和莎拉从时间的尽头，阻止凯厄斯将艾特罗控制的「混沌」释放到正常的世界。诺埃尔和莎拉展开时间旅行，修复凯厄斯造成的时间扭曲，但莎拉在时间恢复正常死去。在DLC章节《女神的镇魂曲》中，雷霆被凯厄斯击败，在听到塞拉的死亡有自己的原因后，失去了希望。但莎拉的灵魂安慰雷霆，并请雷霆不要忘记她。雷霆发誓保护莎拉的记忆，并化为水晶保护她不受艾特罗死亡时所释放的混沌影响。
在《雷霆归来 最终幻想XIII》中，世界將於13天後被混沌毀滅，雷霆沈睡500年后被光明之神布涅貝哲喚醒和选为「解放者」，以復活莎拉作交換條件，解放人类靈魂並引導他們前往布涅貝哲創造的新世界。雷霆在霍普的帮助下解放了昔日伙伴的情感负担，亦與化为白色陆行鸟的奥丁再会。雷霆在旅程中多次遇上與塞拉長相相近之少女露蜜娜--其心中压抑的脆弱的实体化身，也开始對其人性產生懷疑。雷霆在明瞭布涅貝哲奪去塞拉灵魂和修改自身記憶後，决定在新世界創造後背叛布涅貝哲。在世界的最後一天，布涅貝哲欲按其愿景改变人类，并以雷霆取代艾特罗。在遭拒后，布涅貝哲隨即與雷霆戰鬥。雷霆擊敗布涅貝哲後接受露蜜娜是自身一部分，同時在伙伴的協助下封印布涅貝哲，拯救了包括塞拉在内的所有人。雷霆在新世界誕生後，與眾人及一眾灵魂前往展開新生活。在尾声中，她踏上和一名好友重聚的旅途。

### 其它作品登场
雷霆除《XIII》游戏外，还在其它最终幻想作品中登场。雷霆在格斗游戏《最终幻想 纷争012》中，是秩序女神召唤的战士之一。史克威尔艾尼克斯起先计划让她在《最终幻想 纷争》中先亮相，但为在《最终幻想XIII》前发行保密能力而放弃。雷霆的队伍在《纷争012》中遭遇的是幻影，被幻影击败生物会永久死亡，继而威胁到世界的再生循环。她率队来到幻影出现的入口，并冒生命危险将之关闭。游戏中的雷霆有三套可换服装。她会以玩家角色身份在纷争街机续作中再度登场。
雷霆还在《最终幻想XIV：重生之境》的一系列特别玩家事件中出场——处于《XIII-2》和《雷霆归来》间水晶化时期的雷霆，和她世界的怪物出现在艾欧泽亚。这暗指布涅貝哲将她传送到艾欧泽亚磨炼技能，为她世界中未来的战斗做准备。在事件完成后，雷霆和玩家见最后一面，并称他感激在艾欧泽亚的经历。她在受召唤回本来的世界时，请玩家不要忘了她的这段时光。参与活动的玩家会获得装饰品，以及有关《XIII》游戏装扮模型的道具、武器、服装。
在节奏游戏《最终幻想 节奏剧场》与续作《谢幕》中，雷霆代表《最终幻想XIII》玩家角色登场。她还以《XIII-2》的形象在《最终幻想Brigade》中出场。雷霆也是跨界手机游戏《最终幻想 全员勇者》和《最终幻想 记忆水晶》的玩家角色，以及《最终幻想 探险者们》的奖励角色，她以低头身形象在《最终幻想在富豪街 手机版》中出场，还是《最终幻想Artniks》的卡牌角色。关于雷霆在《雷霆归来》后，是否还会在系列登场的猜测，北濑佳范在2013年标识，她会在衍生作品中登场，但在本传的任务已经完结。
雷霆除在最终幻想系列出现外，还登场于其他作品。雷霆出现于《王国之心Re:coded》的小游戏。《第三次生日》的阿雅·布莱雅有一套《XIII》中雷霆的服装，同为阿雅配音的坂本真绫，会在此装扮下改用雷霆配音。街机射击游戏《枪神斯托拉塔斯2》的角色也有一套雷霆服装。

## 影響
鸟山希望雷霆拥有强健体格、女性色彩较淡，成为最终幻想游戏中未曾出现的女性角色类型。他要求野村绘时把握强壮、美丽，“如同女版克劳德”。鸟山称，二人相似之处仅在于冷酷的个性和从军背景，其他方面“雷霆实际自有其本性”。野村在日版《雷霆归来》发售前不久前提到了两名角色，他表示“如同克劳德一般，他渴望精心发展她，爱上了她很长一段时间”。鸟山标识他参与创作的角色中，最喜爱的女性游戏角色是雷霆、《最终幻想X》的尤娜，以及《圣龙传说》的悠悠。

### 商品和促销
史克威尔艾尼克斯还在《最终幻想XIII》主题商品中使用雷霆形象。项链和“雷霆淡香水”是直接使用了雷霆形象。Play Arts Kai常为史克威尔艾尼克斯制作最终幻想人像，其中也包括雷霆人像。最终幻想交换卡牌游戏中亦有雷霆卡牌。雷霆还在真人PlayStation广告“米迦勒”中，和奈森·德瑞克、克雷多斯、Cole McGrath一起登场。在亚洲游戏展2013的“最终幻想25周年纪念活动”上，由演员装扮为雷霆。在《雷霆归来 最终幻想XIII》的日本真人/CGI电视广告中，有人再度以此形象扮演雷霆。男性时尚杂志《Arena Homme +》在2012年4月，用12页的板块，刊载普拉達设计的雷霆和其他《XIII-2》角色。为推广《雷霆归来》的推广，江崎格力高在零食包装印上了雷霆形象。

### 评价

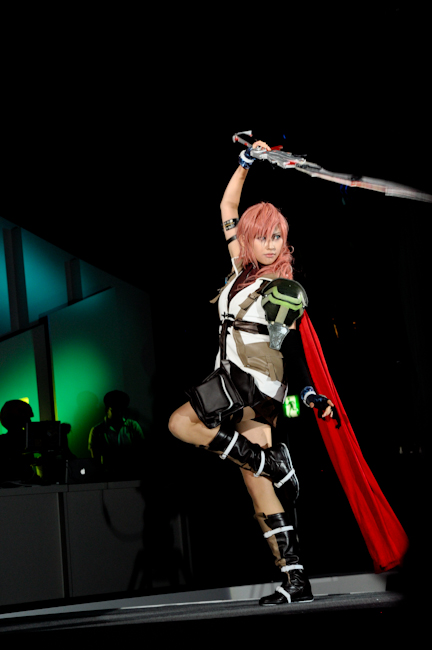
雷光的Cosplay，摄于2011年。

动画新闻网作者托德·西奥莱克在《最终幻想XIII》开发期间表示，对雷霆的印象“全然空白”。西奥莱克评论成品游戏道，雷霆起初“遥远而冷酷，仿佛作者意图塑造坚韧能干的女英雄，完全忘掉了她的吸引力”。但他也承认，雷霆在游戏结尾时变成更有吸引力的主角。VideoGamer.com的卫斯理·阴普尔直白的表示雷霆是女版克劳德。1UP.com的杰里米·帕里什认为，除去雷霆表现体贴的场景后，她就是“你所谓典型的、阴沉的（史克威尔艾尼克斯）主人公”。但GameSpot的凯文·瓦若德观点相反，他认为雷霆有“令人喜欢的，意志坚强的美”。IGN英国的马丁·鲁滨孙表示，在和霍普或斯诺对照后，雷霆“瞬间让自己变得受人爱戴”，但是雷霆的背景故事“遇到虚张声势的普遍问题”，角色萨兹相比之下就更富吸引力。GamesRadar的卡罗琳·古德曼德森的評價較为負面，表示雷霆的故事虽然不无优点，但“无疑未突破我们的一般期待”，无新意的故事注定让雷霆“肤浅而沉闷”。Gamasutra编辑克里斯坦·纳特认为，雷霆和角色阵容的关系，增添了故事的人性。
Game Informer的乔·朱巴对《XIII-2》感到失望，相较于无力的角色塞拉和霍普，雷霆甚至更位列配角。DualShockers的亚莉克莎·雷·科里亚称，虽然游戏主人公很有趣，但首作爱好者必会对雷霆成为“局外人”深深失望。Eurogamer的西蒙·帕金认为，故事失去雷霆坚定决心的推动力是一种损失。对于雷霆和凯厄斯·巴拉德有限的同屏时间，瓦若德表示失望，他认为二者的个性较主角更为强烈。
朱巴批评雷霆《雷霆归来》的故事中无个性发展，IGN的马蒂·席尔瓦认为更甚的冷酷让她“彻底不讨喜”。瓦若德评论称，雷霆沦为“容纳与倒出情节设计的容器”，让玩家难与禁欲主义的她连心。USGamer的帕里什表示，雷霆已“全无感情”，显得“毫无个性可言”，与她换装的能力不相称。然而帕金持相反观点，认为放羊与取回女孩玩偶等任务，体现了了雷霆的人性，并使之受人喜爱。Destructoid的戴尔·诺思观点相似，认为服装和对白点明了她的性格。他主张这些要素让她不那么“单调乏味，是个大进步”。动画新闻网的戴夫·赖利认为，雷霆禁欲的态度不适合《XIII》和《XIII-2》，但与《雷霆归来》中神之仆从的身份相契合。
雷霆在“VideoGamer.com”十大最终幻想角色榜单中位居第六；编辑阴普尔表示，虽然雷霆和克劳德类似，却凭自己的条件吸引了他的注意。IGN在2011年将雷霆列入最佳最终幻想系列角色名单，评语称她证明了“力量和柔情可以微妙的平衡”。雷霆在GameZone奚斯·胡克的类似榜单的位居第六，胡克称赞她的外貌和坚决，认为她是“最终幻想系列最强健的女领导者之一”。Cheat Code Central因雷霆的自主，将之选入十大“好斗”电子游戏女性角色之列，作者认为她和之前最终幻想女主角区别很大。AfterEllen将“最热”电子游戏角色榜单的亚军授予雷霆。在Game Informe 2010年十大主角榜单中，雷霆位居第八，评称赞她“似乎是能与腐败的茧政府较量之人”，乃《最终幻想XIII》之唯一主人公；第二意见表示“不废话完成使命的她，是游戏的杰出英雄”。《Complex》两度将雷霆列入榜单——分别是最伟大最终幻想角色的第19名，和电子游戏史中最伟大女英雄的第39名。
在日本《Fami通》2010年的最受欢迎游戏角色读者票选中，雷霆位居第34名。在2013年史克威尔的最受欢迎女性最终幻想角色中，雷霆获得榜首。雷霆在是年的电击PlayStation奖中，获得角色部门读者投票的首位。在微软的最受欢迎《最终幻想XIII》角色投票中，雷霆亦摘得头筹。雷霆还获得IGN 2014年最佳《XIII》角色读者投票的第一名。在PAXPrime 2013，由新闻业者与游戏开发者投票的，东西方角色扮演游戏之最佳女性角色榜单中，雷霆位列第三名。